# Lutein
Lutein (z latinského luteus - žlutý) je žlutooranžové xanthofylové barvivo náležející mezi karotenoidy. Je izomerem zeaxantinu, tzn. že s ním má stejný sumární vzorec, ale liší se ve vnitřní struktuře (konkrétně odlišném umístění dvojné vazby), což odlišuje jejich chemické resp. biochemické vlastnosti. Lutein je produkován výhradně rostlinami a stejně jako u ostatních xanthofylů jej lze nalézt ve větším množství v listové zelenině - zejména v kapustě či špenátu. Značné množství luteinu lze nalézt ve žlutých květech rostlin rodu Tropaeolum (lichořeřišnice) a také v pampeliškách či vodnicích. V rostlinách tento xanthofyl hraje roli v usměrňování světlem vyvolané energie při fotosyntéze, a to zejména v časech silnějšího světelného záření (odstraňování následků světelného stresu rostlin). Světelný nadbytek energie je skrze lutein resp. zeaxantin přeměňován na teplo pomocí xanthofylového cyklu.
Lutein získává zvěř přímo či nepřímo díky rostlinné stravě. Nepřímý zisk je dán ukládáním luteinu v tucích organismů, které jsou pozřeny v rámci potravního řetězce. Funkce luteinu je dána jeho antioxidačními účinky a pomáhá v pohlcování modré části viditelného světelného spektra (380–450 nm). Jak lutein, tak zeaxantin jsou hromaděny v sítnici (retina) lidského oka, přičemž zeaxanthin se hromadí zejména ve žluté skvrně (macula lutea), zatímco lutein se vyskytuje spíše v sítnici jako takové. Lutein zřejmě plní v sítnici ochrannou úlohu proti poškozujícím důsledkům volných radikálů vznikajících díky aktivitě modré části viditelného spektra světla.
Samotný lutein je lipofilní (tj. v tucích rozpustná) molekula, která je nerozpustná ve vodě (je hydrofobní). Specifické absorpční barevné chování (absorpce modrého světla) je dáno chromoformním úsekem molekuly (tj. právě tím úsekem, který je zodpovědný za barevné vlastnosti dané sloučeniny), kterým je polyenový řetězec luteinu, jenž je velmi citlivý k oxidačnímu rozkladu při působení světla či tepla (viz opět xanthofylový cyklus). Krom toho je polyenový řetězec luteinu velmi nestabilní v kyselinách.
Lutein se vyskytuje v rostlinách jako ester mastné kyseliny spolu s jednou či dvěma mastnými kyselinami navázaných na dva hydroxyly. Pokud tedy chceme získat čistý lutein deesterifikací (zmýdelněním), můžeme získat lutein v jakémkoliv molárním poměru od 1:1 do 1:2 lutein:deesterifikovaná mastná kyselina. Ohledně funkčních rozdílů mezi čistou formou luteinu a jeho esterovou formou uvnitř rostlin není vše objasněno. Předpokládá se, že esterová podoba luteinu má nižší biologickou dostupnost, ale výzkumná bádání na toto téma stále probíhají.

## Lutein jako barvivo
Lutein i zeaxanthin byl dříve přednostně využíván jako žlutooranžové barvivo pro potravinářské účely. V nízké koncentraci je lutein žlutý, zatímco ve vyšší je oranžovo-červený. Barevná profilace luteinu vyjadřuje jeho schopnosti pohlcovat modré světlo (pro žlutou barvu je doplňkovou barvou modrá; škála žlutá-oranžovočervená má svůj protipól právě v modré oblasti resp. míře sytosti modré barvy s přechodem až k fialové). 
Extinkční koeficient luteinu je 106 200 L/mol/cm pro 453 nm v tetrahydrofuranu (THF).

### Barvivo v potravinářství
Lutein jako potravinářské barvivo nese označení E161b a je extrahováno z okvětních lístků Tagetes erecta L., což je jeden z druhů afrikánu. V EU, Austrálii, na Novém Zélandu je používání tohoto barviva povoleno, zatímco ve Spojených státech amerických nikoliv.[zdroj?]
Přímé užití luteinu v potravinářství je využíváno u broilerů, aby jejich kůže a tuk měly výraznější (lákavější) žluté zabarvení. Žlutější kůže kuřat se totiž jeví spotřebitelům jako atraktivnější než kůže bílá či našedlá. Kromě toho lutein způsobuje sytější žlutý vzhled vaječných žloutků. [zdroj?]
Jako barvivo se v malém množství přidává též do celé řady potravinových výrobků, jako jsou cukrovinky, sýry, instantní polévky, omáčky či nápoje.Kromě potravinářského průmyslu se využívá též při výrobě některých druhů kosmetiky, zejména rtěnek. Využívání luteinu jako potravinářského barviva je limitováno jeho obecně nestabilním chováním, zesíleného v přítomnosti jiných barviv.[zdroj?]

## Lutein a lidský zrak
Vyšší koncentrace luteinu byly nalezeny v sítnici ve žluté skvrně (lat. macula lutea), která hraje důležitou roli v centrálním vidění (tj. vidění toho, co máme právě v centru zorného pole resp. na co je zrak zaostřen). Má se za to, že lutein spolu se zeaxantinem zde hraje ochrannou roli proti oxidačnímu poškození citlivého anatomického úseku oka volnými radikály a také proti vysokoenergetickým fotonům. Obojí vzájemně působí ve smyslu oxidačního stresu, za který je mj. zodpovědná modrá složka světla. Dále se ukazuje, že existuje přímý vztah mezi příjmem luteinu a mírou zabarvení (pigmentací) žluté skvrny.

### makulární degenerace
Několik studií poukazuje na pozitivní vztah mezi poklesem míry pigmentace žluté skvrny (makuly) a rizikem vzniku očních onemocnění, zejména věkem podmíněnou degeneraci makuly (makulární degenerace) neboli AMD (age-related macular degeneration). Zatím jedinou randomizovanou klinickou studii, která se zabývala prospěšným vztahem mezi přímým příjmem luteinu a tímto onemocněním (AMD), je nevelká studie, ve které autoři dospěli k závěru, že zraková funkce byla zlepšena jak při samotném užití luteinu, tak i při jeho podání v kombinaci s jinými výživovými doplňky. Studie zdůrazňuje nutnost potřeby dalších studií na komplexní posouzení vztahu mezi příjmem luteinu a léčbou či zpomalením průběhu AMD. Jiné studie zkoumají vztah mezi hladinou luteinu v krevní plazmě a možným zmenšením rizika (prevence) vzniku makulárních onemocnění. Takové studie mají epidemiologický ráz, a některé z nich skutečně podporují názor, že preventivní užívání luteinu a/nebo zeaxantinu může pomoci ve snížení rizika vzniku onemocnění jako je AMD. Jedna robustní studie amerického Národního institutu pro výzkum zraku (National Eye Institute - NEI; sídlí v Marylandu), vypracována pod vedením John Paul SanGiovanniho a zveřejněna v roce 2007, poukázala na vztah mezi užíváním potravin, které jsou bohaté na lutein resp. zeaxantin (listová zelenina, vejce aj.) a snížením rizika slepoty, přičtené makulární degenerací (AMD)

### šedý zákal
Také u šedého zákalu neboli katarakty existují záznamy o vztahu mezi příjmem luteinu/zeaxantinu a snížením rizika rozvoje šedého zákalu. Konzumace luteinu resp. zeaxantinu v jídle nebo pomocí potravinových doplňků, které přesáhne více než 2,4 mg/den prokazatelně snižuje četnost výskytu zakalení jaderné části čočky. Tento závěr je založený na dlouhodobém průzkumu v rámci výzkumného projektu zkoumajícího účinek výživy na lidský zrak (Nutrition and Vision Project - NVP).

### fotofobie (patologická světloplachost)
Stringhamova a Hammondova studie, publikovaná v odborném časopise Journal of Food Scince, se zabývá otázkami vztahu mezi užíváním luteinu/zeaxantinu (10 mg luteinu a 2 mg zeaxantinu) a zlepšením vlastností zrakové adaptace (přiměřenost, rychlost) na oslnění resp. snížením neadaptivní přecitlivosti vuči změnám intenzity osvětlení. K metodice a výsledkům viz příslušné odkazy.

## Lutein jako přirozená složka výživy
Lutein je přirozenou součástí lidského jídelníčku, pokud jsou v něm zařazeny ovoce a zelenina. V případě zvýšené potřeby užívání tohoto karotenoidu, je možné užívat vybrané obohacené potraviny resp. sestavit si jídelníček tak, že jsou v něm více zastoupeny ty druhy potravin, které mají vyšší obsah luteinu (dietní opatření). U starších osob s poruchami zažívání existují na trhu speciální spreje, které se užívají pod jazyk (pozn. překl. sublinguální sprejová forma je běžně dostupná zejména v USA a Kanadě). Od druhé poloviny devadesátých let je lutein přidáván jako složka k potravinovým doplňkům (multivitamíny, potravinové doplňky). Lutein nemá v současnosti stanovenou doporučenou denní dávku (RDA recommended daily allowance), i přesto se předpokládá, že pozitivní efekty luteinu se projeví při denním příjmu v rozmezí 6–10 mg/den. Nejvýraznějším vedlejším účinkem při nadměrném užívání luteinu je tzv. karotenodermie, která se projevuje bronzovým zabarvením pleti.
V následující tabulce jsou uvedené potraviny, které jsou vhodným zdrojem luteinu resp. zeaxantinu:
| Potravina                                                             | Lutein/zeaxanthin (mikrogramů na 100 gramů) |
| --------------------------------------------------------------------- | ------------------------------------------- |
| Lichořeřišnice (žluté květy; stanoveno pouze pro Lutein)              | 45000                                       |
| Kadeřávek (syrový)                                                    | 39550                                       |
| Měsíček lékařský (žluté a oranžové květy; stanoveno pouze pro Lutein) | 29800                                       |
| Kadeřávek (vařený)                                                    | 18246                                       |
| Listy pampelišek (za syrova)                                          | 13610                                       |
| Lichořeřišnice (listy; stanoveno pouze pro lutein)                    | 13600                                       |
| Listy vodnice (za syrova)                                             | 12825                                       |
| Špenát (za syrova)                                                    | 12198                                       |
| Špenát (vařený)                                                       | 11308                                       |
| Mangold (syrový nebo vařený)                                          | 11000                                       |
| Listy vodnice (vařené)                                                | 8440                                        |
| Krmná kapusta (vařená)                                                | 7694                                        |
| Potočnice lékařská (syrová)                                           | 5767                                        |
| Hrách setý (za syrova)                                                | 2593                                        |
| Římský salát                                                          | 2312                                        |
| Cuketa                                                                | 2125                                        |
| Růžičková kapusta                                                     | 1590                                        |
| Pistáciové ořechy                                                     | 1205                                        |
| Brokolice                                                             | 1121                                        |
| Mrkev (vařená)                                                        | 687                                         |
| Kukuřice                                                              | 642                                         |
| Vejce (uvařené natvrdo)                                               | 353                                         |
| Avokádo (syrové)                                                      | 271                                         |
| Mrkev (syrová)                                                        | 256                                         |
| Kiwi                                                                  | 122                                         |

## Komerční hodnota luteinu
Lutein se běžně vyskytuje v těchto tržních segmentech: farmaceutický (uspokojení potřeby zdraví a léčby), veterinární (potřeby zdravotní a produktivní ve vztahu ke zvířatům), trh potravin (potřeba obživy), segment potravinových doplňku (specifické alimentární potřeby) atd. Novějším segmentem je kosmetické využití luteinů jako látky zajišťující bronzový nádech pokožky.